# Alf (serietidning)
Alf var en serietidning baserad på tv-serien Alf om en hårig utomjording som kraschlandar i en amerikansk medelklassfamiljs hus. Tidningen gavs ut på svenska av Satellitförlaget åren 1988–90. Serierna tecknades i huvudsak av Dave Manak.
Den amerikanska versionen gavs ut av Star Comics (och senare av Marvel Comics) från 1987. Sammanlagt 50 utgåvor och omkring ett dussin specialutgåvor kom ut under de fyra åren tidningen publicerades.

### Fotnoter
1. ↑  ”Seriesamliarna”. Seriesamlarna. http://www.seriesam.com/cgi-bin/guide?s=Alf. Läst 15 juli 2016.